# Katerina Maleeva
Katerina Maleeva (Sofia, 7 de maio de 1969) é uma ex-tenista profissional búlgara.

## Grand Slam finais

### Duplas: 1 (1 vice)
| Resultado | Ano  | Campeonato | Piso | Parceira    | Oponentes                            | Placar   |
| --------- | ---- | ---------- | ---- | ----------- | ------------------------------------ | -------- |
| Vice      | 1994 | US Open    | Duro | Robin White | Jana Novotná Arantxa Sánchez Vicario | 3–6, 3–6 |